# Läufelfingen
Läufelfingen là một đô thị thuộc huyện Sissach, bang Basel, Thụy Sĩ. Đô thị này có diện tích km2, dân số thời điểm tháng 12 năm 2009 là người.

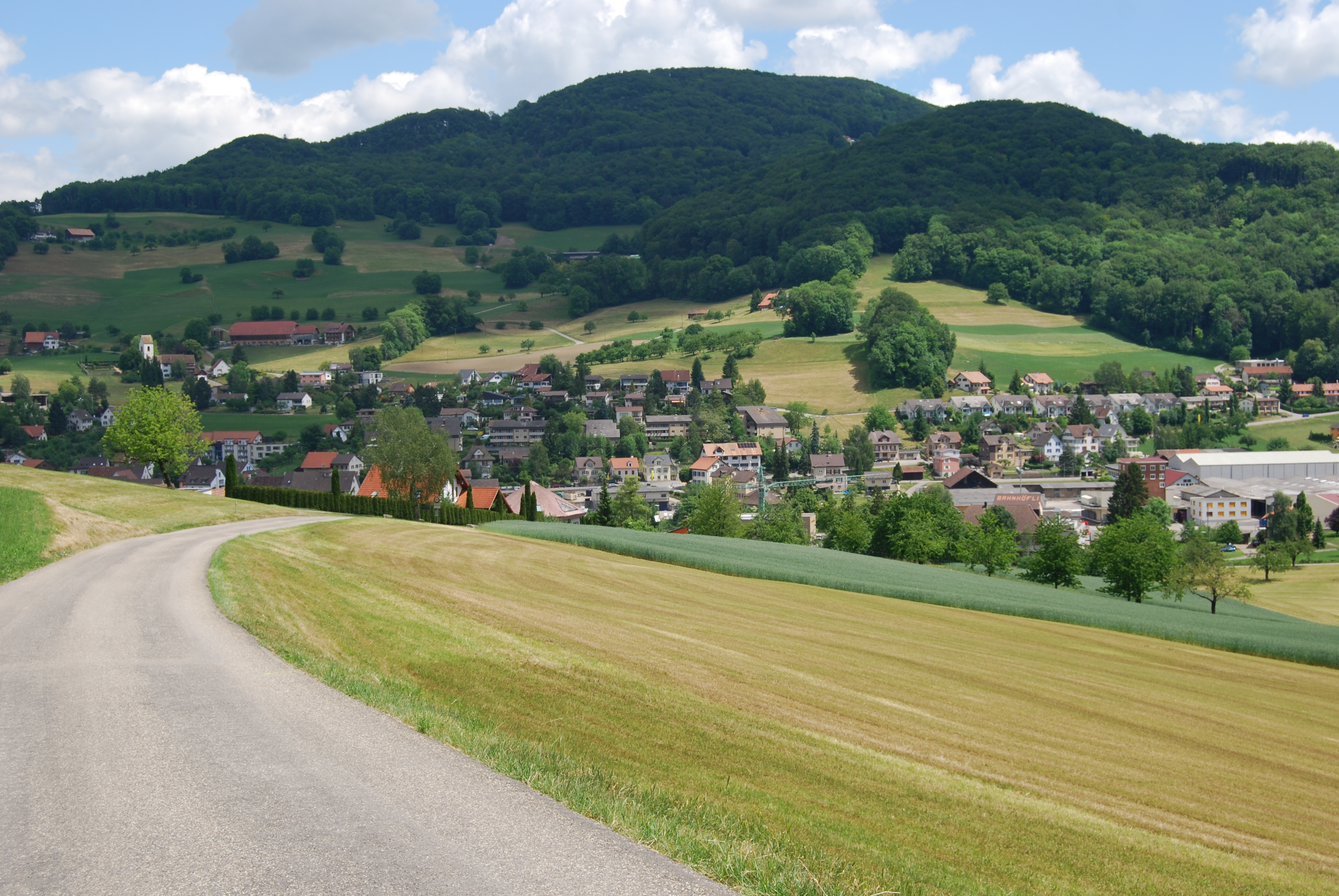
Läufelfingen